# سلسلة الكتل

سلسلة كتل لشبكة

سلسلة من عمليات التشفير الكتلي

بيانات شبكة بت

سلسلة الكتل أو سلسلة الفِدَر (بالإنجليزية: Blockchain) هي قاعدة بيانات موزعة تمتاز بقدرتها على إدارة قائمة متزايدة باستمرار من السجلات المسماة كُتلاً أو وحدات مُجمَّعة (blocks). تحتوي كل كتلة على الطابع الزمني ورابط إلى الكتلة السابقة. صُممت سلسلة الكتل بحيث يمكنها المحافظة على البيانات المخزنة بها والحيلولة دون تعديلها، أي أنه عندما تخزن معلومة ما في سلسلة الكتلة لا يمكن لاحقاً القيام بتعديلها.
إن سلسلة الكتل آمنة حسب التصميم وهي مثال على توزيع نظام حوسبة موزع ذو سماحية خطأ بيزنطية عالية. وبالتالي تسمح سلسلة الكتلة بتحقيق نظام توافق في الآراء لامركزي. تسمح هذه الميزات باستخدام سلسلة الكتلة في تسجيل الأحداث والعناوين والسجلات الطبية وسائر ذلك من سجلات إدارة الأنشطة وإدارة الهوية ومعالجة المعاملات والتحقق من مصدرها. إن هذا النظام له تداعيات عميقة على النظام الاقتصادي العالمي بما فيها استغناء عن الوسطاء واسع النطاق وإتمام المعاملات التجارية دون وسيط (البنوك مثلاً) مما يؤثر أيضاً على مجريات التجارة العالمية كما نعرفها اليوم.
في عام 2008 طرح ساتوشي ناكاموتو مفهوم سلسلة الكتل ثم كتب في السنة اللاحقة جزءاً أساسياً من الشفرة المصدرية للعملة الرقمية بيتكوين، والتي تقوم بدور دفتر حسابات عمومي لكافة المناقلات النقدية. تُدار قاعدة بيانات سلسلة الكتلة بطريقة مستقلة بسبب اعتمادها على شبكة الند-للند وخوادم طوابع زمنية موزعة حول العالم. إن استخدام سلسلة الكتل في تصميم نظام عملة البيتكوين جعلها أول عملة نقدية رقمية تتفادى مشكلة الإنفاق المزدوج (إنفاق المبلغ النقدي ذاته في إجراء معاملتين مختلفتين).
لا تزال تقنية سلسلة الكتل «البلوك تشين» جديدة وستتطور عدة مرات قبل أن يتم دمجها بالكامل في المجتمع. لقد رأينا مسارات مماثلة من قبل في صناعة التقنية؛ ومن الأمثلة على ذلك إنترنت الأشياء والهاتف المحمول وحتى الإنترنت نفسه. كل واحدة من هذه التقنيات مرت بتكرار مختلف قبل أن يتم دمجها واستخدامها بشكل كامل داخل المجتمع. كان يجب التغلب على الكثير من العقبات التقنية والاجتماعية والسياسية ببطء ولكن بثبات.
لذلك، من المفيد غالبًا التعامل مع التقنيات الناشئة ببعض التفكير العميق ليس من خلال توقعها أن تعمل فورًا كحل فعال تمامًا ولكن كوجهة نظر ممكنة. يسمح مثل هذا النهج بإجراء مناقشة أوسع نطاقًا، حيث يمكننا تحدي أفكارنا المسبقة. لقد أوضحت تقنية سلسلة الكتل «البلوك تشين» بالفعل قوة الأفراد المتصلين عبر الإنترنت بقدرة حوسبية كافية تحت تصرفهم.  يمكن لهؤلاء الأشخاص أيضًا إنشاء بنية اقتصادية جديدة تمامًا بعيدًا عن مجرد تغريدات أو التقاط ومشاركة الصور أو مقاطع الفيديو.

## التاريخ
تاريخ نشأة سلسلة الكتل برز مع فكرة سلسلة الكتل وظهورها التي تم وصفها بشكل مبكر عام 1991 وذلك من خلال عمل الباحثين سكوت ستورنيتا وستيورات هابر اللذين قاما بتقديم حلول عملية حسابية لوضع ختم للمستندات الرقمية بهدف عدم السماح لأحد بالوصول إليها والتلاعب بها أو تغييرها.
حيث قام النظام بٱستخدام سلسلة من الكتل المشفرة المضمونة في سبيل جعل الوثائق المختومة مخزنة ضمن إطار زمني، لذا تم عام 1992 دمج Merkle tree أي شجرة ميركل للتصميم بما يساعد في جعلها تتمتع بكفاءة أكبر عبر السماح لها بتجميع كافة الوثائق داخل الكتلة الواحدة، على الرغم من ذلك تلاشت هذه التكنولوجيا ولم تعد مستخدمة وبراءة اختراعها انتهت عام 2003 قبل 4 أعوام من ظهور البيتكوين وشيوعها.
- يشير مصطلح سلسلة الكتلة/سلسلة الكتل إلى تطبيقات جديدة لقاعدة بيانات سلسلة الكتلة الموزعة، التي ظهرت للمرة الأولى عام 2014.
- كما يأتي هذا الجيل الثاني من سلسلة الكتلة للبرمجة مع «لغة البرمجة التي تسمح للمستخدمين بكتابة عقود ذكية أكثر تطورا، وبالتالي إنشاء الفواتير التي تدفع نفسها عند وصول شحنة أو تبادل الشهادات التي ترسل تلقائيا إلى أصحابها أرباح إذا وصلت الأرباح إلى مستوى معين».
- تقنيات تتجاوز المعاملات وتمكين «تبادل القيمة دون وسطاء قوية تعمل بصفتها محكمين من المال والمعلومات». ومن المتوقع أن تمكِّن الأشخاص المستبعدين من دخول الاقتصاد العالمي، وحماية خصوصية المشاركين، والسماح للناس «باستثمار معلوماتهم الخاصة»، وتوفير القدرة على ضمان تعويض المبدعين عن ملكيتهم الفكرية.
- تكنولوجيا الجيل الثاني من سلسلة الكتلة تجعل من الممكن تخزين الفرد «الهوية الرقمية المستمرة والشخصية»، وتوفر سبيلا للمساعدة في حل مشكلة عدم المساواة الاجتماعية من خلال «طريقة توزيع الثروة».

لا تزال تطبيقات سلسلة الكتلة تتطلب oracle خارج السلسلة للوصول إلى أي «بيانات خارجية أو أحداث بناء على الوقت أو ظروف السوق للتفاعل مع سلسلة الكتلة».

## البنية التكنولوجية
نظام سلسلة الكتل هي قاعدة بيانات أو طريقة جديدة لتنظيم البيانات، ولكن طريقة التعامل معها تختلف عن التوزيع اللامركزي.
كثيرون يخلطون بين دور العملة الافتراضية وتقنية سلسلة الكتل، التي تكافئ المساهمين من خلال التحقق من الشبكة من خلال إعطائهم عملة افتراضية بعد مهام التحقق (4).
تساعد تقنية سلسلة الكتل، المعروفة بٱسم سجل معاملات العملة الافتراضية، في الحفاظ على القوائم مقاومة للتلاعب بسجلات البيانات المتزايدة باستمرار وتسمح بتبادل آمن للمواد القيمة مثل الأموال أو الأسهم أو حقوق الوصول إلى البيانات. على عكس أنظمة التداول التقليدية، لا توجد حاجة لأن يقوم أي وسيط أو نظام تسجيل مركزي بمتابعة حركة التبادل، ولكن جميع الأطراف تتعامل مباشرة مع بعضها البعض(4).
تعمل سلسلة الكتل كنظام سجل إلكتروني لمعالجة المعاملات وتسجيلها، مما يسمح لجميع الأطراف بتتبع المعلومات من خلال شبكة آمنة لا تتطلب التحقق من طرف ثالث.
أطلقت سلسلة الكتل ٱتفاقية لعملية إنتاج القطع المتتالية في عملة التمثيل الافتراضي التي يتم استخراجها بالتعاقب، وسلسلة الكتل بمثابة السجل الذي يحفظ جميع الحركات المالية والأصول والنفقات وما شابه ذلك، مثل سجل المحاسبة العامة في القطاع المالي، وفي العديد من القطاعات مثل قطاع الخدمات اللوجستية، مثل تتبع تسليم البضائع وتتبعها، وتكنولوجيا المعلومات في كائنات الإنترنت (5).
بالعودة إلى أصول سلسلة الكتل في العملة الافتراضية، سلسلة الكتل كانت قاعدة بيانات التعدين والتعقب على الإنترنت لحساب العملة الافتراضية لكل مستخدم. تم توثيق عملية التعدين والاستخراج في قاعدة البيانات كسلسلة من عمليات توثيق التكتلات أو الكتل من قبل جميع الأطراف في جميع أنحاء العالم. وبالتالي، من المستحيل تزوير كتلة في السجل العام لـسلسلة الكتل دون موافقة جميع الأطراف المعنية والعمل على الإنترنت(5).

## نظام الكتل
الكتل تحمل دفعات من المعاملات الصحيحة التي يتم تجزئتها وترميزها إلى شجرة Merkle.  يتضمن كل كتلة التجزئة التشفير من الكتلة السابقة في سلسلة الكتل، يربط بين الاثنين. تشكل الكتل المرتبطة سلسلة.  تؤكد هذه العملية التكرارية سلامة الكتلة السابقة، وصولًا إلى كتلة التكوين الأصلي(6).
في بعض الأحيان يمكن إنتاج كتل منفصلة في نفس الوقت، مما يخلق شوكة مؤقتة. بالإضافة إلى محفوظات تستند إلى تجزئة آمن، فإن أي سلسلة الكتل لديه خوارزمية محددة لتسجيل إصدارات مختلفة من التاريخ بحيث يمكن تحديد واحد ذو قيمة أعلى على الآخرين. تسمى الكتل غير المحددة لتضمينها في السلسلة الكتل اليتيمة. لدى الأقران الذين يدعمون قاعدة البيانات إصدارات مختلفة من التاريخ من وقت لآخر(6). يحتفظون فقط بأعلى إصدار سجل من قاعدة البيانات المعروفة لهم. عندما يتلقى النظير إصدارًا أعلى درجة (عادة ما يكون الإصدار القديم مع كتلة جديدة واحدة مضافة)، فإنه يقوم بتمديد أو استبدال قاعدة البيانات الخاصة به وإعادة إرسال التحسين إلى نظرائه(7). لا يوجد أبدا ضمان مطلق بأن أي إدخال معين سيبقى في أفضل نسخة من التاريخ إلى الأبد. عادة ما يتم بناء سلسلة الكتل لإضافة نقاط كتل جديدة على كتل قديمة وتعطى حوافز لتمتد مع كتل جديدة بدلا من الكتابة فوق الكتل القديمة. وبالتالي، فإن احتمال أن يصبح الإدخال قد تم استبداله بشكل كبير  حيث يتم بناء المزيد من الكتل فوقه، في نهاية الأمر تصبح منخفضة جدًا. على سبيل المثال، في كتلة سلسلة الكتل باستخدام نظام إثبات العمل، فإن السلسلة التي تحتوي على أكثر إثباتات العمل تراكمية تعتبر دائما صالحة من قبل الشبكة(8). هناك عدد من الطرق التي يمكن استخدامها لشرح مستوى كافٍ من الحساب. في داخل سلسلة الكتل يتم الحساب بشكل متكرر بدلا من الطريقة التقليدية المتفرقة والموازنة.

## متوسط التكتيل
متوسط التكتيل هو متوسط الوقت الذي تستغرقه الشبكة لإنشاء كتلة إضافية في سلسلة الكتل.  بعض سلسلة الكتل تنشئ كتلة جديدة في كثير من الأحيان كل خمس ثوان.  بحلول وقت اكتمال الكتلة، تصبح البيانات المضمنة قابلة للتحقق منها. في عملية التشفير، يكون ذلك عمليا عندما تتم المعاملة، لذلك فإن زمن التكتيل الأقصر يعني معاملات أسرع. يتم تعيين وقت التكتيل ل Ethereum إلى ما بين 14 و 15 ثانية، في حين أن bitcoin هو 10 دقائق(9).

## لا مركزية
من خلال تخزين البيانات عبر شبكة نظير إلى نظير، يلغي سلسلة الكتل عددا من المخاطر التي تأتي مع البيانات التي تعقد مركزيا.  قد يستخدم سلسلة الكتل اللامركزي تمرير الرسالة المخصصة والشبكات الموزعة.
تفتقر شبكات سلسلة الكتل من نظير إلى نظير إلى نقاط ضعف مركزية يمكن أن تستغلها أجهزة التعدين الحاسوبية؛ بالمثل، ليس لديها نقطة فاصلة مركزية. تتضمن أساليب أمان سلسلة الكتل في استخدام تشفير المفتاح العام. والمفتاح العام (مجموعة أرقام طويلة، عشوائية الشكل) هو عنوان على سلسلة الكتل. يتم تسجيل الرموز المميزة القيمة المرسلة عبر الشبكة على أنها تنتمي إلى هذا العنوان. يشبه المفتاح الخاص كلمة مرور تتيح لمالكها الوصول إلى أصوله الرقمية أو وسائل التفاعل مع مختلف القدرات التي تدعمها سلسلة الكتل الآن. تعتبر البيانات المخزنة على سلسلة الكتل بشكل عام غير قابلة للفساد (10).
كل عقدة في النظام اللامركزي تحتوي على نسخة من سلسلة الكتل. يتم الحفاظ على جودة البيانات من خلال النسخ المتماثل الضخم لقاعدة البيانات والثقة الحسابية. لا توجد نسخة «رسمية» مركزية ولا يوجد مستخدم «موثوق به» أكثر من أي شخص آخر. يتم بث المعاملات إلى الشبكة باستخدام البرنامج. يتم تسليم الرسائل على أساس أفضل جهد. تقوم عقود التعدين بالتحقق من المعاملات،  إضافتها إلى الكتلة التي تقوم ببنائها، ثم بث الكتلة المكتملة إلى العقد الأخرى. : الفصل. 08 تستخدم سلسلة الكتل خطط ختم الوقت المختلفة، مثل إثبات العمل، لإجراء تغييرات تسلسلية.  تتضمن طرق التوافق البديلة بديلاً عن الرهان.  ويصاحب نمو سلسلة الكتل اللامركزي خطر المركزية لأن موارد الكمبيوتر اللازمة لمعالجة كميات أكبر من البيانات تصبح أكثر تكلفة(11).

## انفتاح
إن استخدام سلسلة الكتل المفتوحة سهل الاستخدام أكثر من بعض سجلات الملكية التقليدية، والتي، رغم أنها مفتوحة للجمهور، لا تزال تتطلب الوصول المادي لعرضها. لأن جميع سلسلة الكتل في وقت مبكر كانت بلا أذى، وقد نشأ الجدل حول تعريف سلسلة الكتل. هناك مشكلة في هذا الجدل الدائر حول ما إذا كان ينبغي اعتبار النظام الخاص مع المتحققين المكلّفين والمصرّح لهم (المرخّص لهم) من قبل سلطة مركزية بمثابة كتلة محصّنة(12). ويجادل أنصار السلاسل الخاصة أو المسموح بها بأن مصطلح «سلسلة الكتل» يمكن تطبيقه على أي بنية بيانات تقوم بتجميع البيانات في كتل مختومة بالوقت. هذه سلسلة الكتل بمثابة نسخة موزعة من السيطرة على التلاؤم متعدد القنوات (MVCC) في قواعد البيانات.  مثلما تمنع شركة MVCC معاملات اثنين من تعديل كائن واحد في قاعدة البيانات بشكل متزامن(13) ، يمنع سلسلة الكتل عمليتين من إنفاق نفس الإنتاج الفردي في سلسلة الكتل. : 30–31 يقول المعارضون إن الأنظمة المسموح بها تشبه قواعد بيانات الشركات التقليدية، ولا تدعم اللامركزية التحقق من البيانات، وأن مثل هذه الأنظمة ليست متينة ضد عبث المشغل والمراجعة.   قال نيكولاي هامبتون من Computerworld أن «العديد من حلول سلسلة الكتل الداخلية لن تكون أكثر من قواعد بيانات مرهقة،» و «بدون نموذج أمني واضح، يجب أن تتم مراقبة سلسلة الكتل الملكية مع الشك»(14). 
لم تضع الشركات المالية الأولوية لسلسلات اللامركزية اللامركزية.  في عام 2016، كان الاستثمار في رأس المال الاستثماري للمشروعات ذات الصلة بالبروكازان ضعيفًا في الولايات المتحدة الأمريكية، ولكنه ازداد في الصين.  بيتكوين والعديد من cryptocurrencies الأخرى استخدام سلسلة الكتل مفتوحة (العام) (15). اعتبارًا من إبريل 2018، أصبح لبيتكوين أعلى القيمة السوقية.

## إصدارات سلسلة الكتل
هناك إصدارات رئيسية من سلسلة الكتل، يشار إلى كل منها باسم Hyperlinker Fabric ، و R3 ، و Corda ، و Ethereum(16).
والفرق بين هذه الأنواع من الحوافز (لا الحوافز أو العملة الافتراضية) وصلاحيات الوصول، مثل ما إذا كانت مفتوحة للجمهور أم لا، أو يقتصر على فئة معينة تتطلب تصريحًا بالدخول(17).
تختلف إصدارات سلسلة الكتل، والعديد من الشركات والمؤسسات تريد إصداراتها الخاصة ليس فقط للجمهور ولكن أيضا لفئات محددة، ولكن هذا خطر كبير إذا أصبح حمايتهم عملية صعبة.
لا تقدم سلسلة الكتل حوافز للمشتركين لاستخدام أجهزتهم الخاصة للمساهمة فيها. Akolay Hampton في مجلة PC World.
فعلى سبيل المثال، فإن تكوين كتلة، أي استخراجها من خلال آلاف المساهمين في التعدين بعملة العاصمة، يجعلها تتنافس على التعدين، وتسجيل المعاملات، وإنشاء كتل جديدة من خلال حساب قيمة الكتلة بطريقة ما. اكتشفت من خلال اختبار الخطأ (القوة الغاشمة (باستخدام التجربة والخطأ) تستهلك كمية كبيرة من الطاقة لهذه الأجهزة، وهو ما يعادل قوتها في حالة بيتكوين، 130 مليار جهاز كمبيوتر عادي يعمل بالتوازي!
تعمل سلسلة الكتل كنظام سجل معاملات إلكتروني لتسجيل المعاملات وتسجيلها، مما يسمح لجميع الأطراف بتتبع المعلومات من خلال شبكة آمنة لا تتطلب التحقق من طرف ثالث(18).

### أصل المصطلح
مصطلح «سلسلة الكتل» هو مصطلح يستخدم لإنتاج كتل متتالية مشفرة بشكل متسلسل. سلسلة الكتل هو السجل الذي يتم الاحتفاظ فيه جميع الحركات المالية والأصول والنفقات وما شابه ذلك، في القطاع المالي.
وبالعودة إلى أصول سلسلة الكتل في العملة الافتراضية، كانت سلسلة الكتل عبارة عن قاعدة بيانات لتعقب التعدين على الإنترنت(19).

### سلسلة الكتل والاقتصاد الإسلامي
وفقا لتقرير الاقتصاد الإسلامي العالمي لعام 2016 - 2016 من قبل طومسون رويترز، يقدر الاقتصاد الإسلامي العالمي بنحو 3.9 تريليون دولار أمريكي. ومع النمو بمعدل سنوي يقدر بنحو 20٪، تقدر قيمة الصناعة بنحو 560 مليار دولار في السنة.

#### فرص السوق المحتملة للنظام الإيكولوجي الإسلامي
من المتوقع أن ينمو عدد المسلمين في العالم بنسبة 35٪ خلال السنوات العشرين القادمة، حيث يرتفع من 1.6 مليار في عام 2010 إلى 2.2 مليار بحلول عام 2030. بحلول عام 2050، يمكن أن ينمو عدد السكان المسلمين إلى 2.6 مليار نسمة، أي ما يعادل 30٪ من عدد سكان العالم المتوقع .
بحلول عام 2030، من المتوقع أن ينتشر السكان المسلمون في 79 دولة، ليرتفع بدلا من العدد الحالي والذي يقدر بـ 72 دولة.
لا يزال غالبية مسلمي العالم (أكثر من 60٪) يعيشون في منطقة آسيا والمحيط الهادئ، في حين يعيش حوالي 20% في الشرق الأوسط وشمال أفريقيا. في أماكن أخرى، من المتوقع أن ينمو السكان المسلمون في أوروبا والأمريكتين بمعدل أبطأ، لكن لا يزال يشكل نسبة متزايدة من إجمالي السكان في مناطقهم.
السوق الإسلامي ضخم ومربح وغير مكلف. وبالتالي، يوفر فرصا للمنتجات والخدمات الإسلامية. في الآونة الأخيرة، يجلب ظهور التكنولوجيا الحديثة على المستوى العالمي فرصًا تجارية غير مسبوقة وكذلك تحديات عديدة للصناعة الإسلامية العالمية. وقد تم تسريع هذه الصناعة بالكامل من خلال اختراق نماذج الأعمال التقليدية التي تتوقع إمكانات هائلة في السوق.

#### الانتقاء الفني للسلسلة الإسلامية: السلسلة العامة مقابل سلسلة الاتحاد اللامركزي.
في السنوات الأخيرة، جذبت تقنية سلسلة الكتل اهتمامًا متزايدًا بشكل متزايد من الجماهير. هذا الاتجاه هو قصيدة القدرة اللامركزية للحوسبة العامة من قبل سلسلة الكتل العام، وإدخال وتطبيق تكنولوجيا سلسلة الكونسورتيوم من قبل المتخصصين في دائرة التكنولوجيا السائدة التقليدية.
■ مراعاة الاختلافات الإقليمية في القوانين واللوائح والثقافة.
■ المتطلبات الخاصة لسيناريوهات الصناعة والأعمال الإسلامية.
■ آلية حوكمة مُحسَّنة للتعاون متعدد المراكز والأعراف المتعددة.
■ متطلبات خاصة لتخزين البيانات.
■ الوصول بعد إجراء استعراض شامل وعناية تقنية شاملة من سلسلة الكتل العام و سلسلة الكتل ، تتبنى السلسلة الإسلامية، ويتضمن:
تقنية Hyperledger Fabric ، التي يمكن أن تتجسد تبادل البيانات عبر سلسلة بين سلسلة الكتل العامة و Consortium سلسلة الكتل .
واستناداً إلى دراسة الجدوى الفنية فإن الحل التقني لـ سلسلة الكتل موجه لتلبية احتياجات المنتجات الإسلامية التي يجب تشغيلها ضمن سلسلة الكتل موثوق بها محصورة في دائرة محدودة. وهذا يمكّن النظام من معالجة اهتمامات تبادل البيانات عبر السلاسل وتخزين البيانات.
■ إدارة الهوية والولوج: تعتمد السلسلة الإسلامية آلية اعتماد رقمية لمصادقة الهوية والتحكم في الوصول. من خلال سلطة معتمدة، تؤكد جهة خارجية موثوق بها - يثق بها كل من الشخص المعني (صاحب الشهادة) والطرف المعتمد على الشهادة - أن المفتاح العام للموضوع ومعلومات الهوية الأخرى مرتبطة ببعضها البعض للتحقق من هوية المستخدم.

## عملية توثيق الهوية المستخدمة في سلسلة الكتل
● يقدم الموضوع معلوماته الأساسية (الاسم والرقم التسلسلي وتفاصيل الاتصال، وما إلى ذلك)، ومعلومات العقد المرتبطة (عنوان بروتوكول الإنترنت (IP)، وهوية العقدة)، وشهادة المفتاح العمومي (CA) الخاصة بالمشغل لمرشد الدخول الرسمي الحائز لصلاحية التحكم وصلاحية الدخول
● بمجرد الموافقة على الوصول من قبل المشغل، يتم الإعلان عن المعلومات ذات الصلة للموضوع بشكل علني في سلسلة الكتل الكونسورتيوم، الذي يربط العقدة بالموضوع بالشبكة عن طريق تمكين الاتصال بالعقود.
● بمجرد توصيل العقد، يستخدم العقد المفتاح الخاص في شهادة المرجع المصدق لتوقيع معلومات المصافحة الخاصة بها وإرسالها إلى الطرف الآخر. سوف يقوم جهاز الاستقبال بعد ذلك بالبحث عن شهادة المفتاح العام CA وفقًا لمعلومات المصافحة الخاصة بالمرسل والتحقق من التوقيع من خلال شهادة المفتاح العام، وذلك لتحديد هوية الشخص الذي بدأ الاتصال، وما إذا كان يجب السماح بإعداد الاتصالات.
● تقوم لجنة إدارة الشهادة بالتحقق من حالة شهادة الشخص المعني بشكل منتظم لمعرفة ما إذا كانت الشهادة صالحة أو منتهية الصلاحية أو تم إبطالها. إذا حاولت عقدة الموضوع الاتصال بالشبكة، في حين أن الشهادة غير صالحة، فسيتم رفضها من قبل النظام.

### إدارة العقدة
العقدة هي خادم منشور على النظام الأساسي للسلسلة الإسلامية. يمكن توصيله بشبكة blockzin الائتلافية مع عنوان IP يمكن الوصول إليه، وهو قادر على توفير الخدمات للأطراف الخارجية.
يتم تصنيف العقد على أنها عقدة مركزية وعقد المؤسسة لمنع الهجمات من العقد الخبيثة. يمكن فقط العقد المعتمدة من قبل سلسلة الكتل بمثابة إشارة المركزية. يحق له المشاركة في خوارزمية الإجماع والعمل بمثابة المتحكم الرئيسي في السلسلة. من ناحية أخرى، تقوم عُقد الشركات بتحميل البيانات، بينما تعمل أيضًا كدفتر الأستاذ في السلسلة، ولكن يتم استبعادها من المشاركة في خوارزمية الإجماع.

## آلية الإجماع
تستخدم السلسلة الإسلامية خوارزمية PoL & T (إثبات من الأرض والوقت). يقوم بتحميل البيانات على أساس الوقت والأرض. بسبب الاختلافات من الأرض والوقت في توليد البيانات، فإنه يحد من إمكانية تزييف البيانات. سيتم إنتاج تتبع البيانات حول المنتجات الإسلامية على أساس الوقت والأرض من خلال الحوافز التسويقية.

## الأسباب الأساسية للتغيير
تخضع هذه التقنية لهيكل سلسلة الكتل والعقود الذكية ونظامها البيئي الفريد، حيث تتيح هذه التقنية التطبيقات اللامركزية (Dapps) لتقديم بيانات المنتجات للمراجعة العامة وتجنب العبث الاصطناعي الذي قد يحدث أثناء الإنتاج والنقل بسبب التعقيدات الأخرى سلسلة التوريد.
■ التغييرات
■ إعادة تعريف الأدوار

## إعادة تعريف السلوك
سيتم جمع جميع البيانات وتحميلها في عملية الإنتاج بواسطة أجهزة إنترنت الأشياء (IoT) تلقائيًا دون أي تدخل من جانب المؤسسات. وستكون منصة سلسلة الكتل ذاتية الحكم لضمان تفرد ودقة بيانات تتبع المنتج.

## القدرات والخدمات
■ سيتم جمع القياسات وتحديثها تلقائيًا بواسطة أجهزة إنترنت الأشياء، بالتزامن مع تقنية سلسلة الكتل المقاومة للملامحات، وتتميز بخاصية الطابع الزمني. وسيتم تقديم الخدمات إلى الشركات والمستخدمين النهائيين لغرض سلامة المنتجات والحفاظ على النزاهة لتعزيز القدرة التنافسية الجوهرية للمؤسسات التطبيقية.
خدمات التدقيق للهيئات المنظمة
ستقدم الخدمة واجهة تدقيق للهيئات التنظيمية من خلال توفير الوصول إلى بيانات الإنتاج لحماية جميع المنتجات المصنعة وفقًا للأنظمة والقوانين ذات الصلة في مختلف الولايات القضائية.

## مكافحة التزييف والتحقق من الخدمات
جميع البيانات في سلسلة الكتل ستكون مفتوحة للمراجعة العامة. يمكن للمستخدمين النهائيين استخدام تطبيقات الجوال / الويب ذات الصلة للتحقق من الخدمات وتتبعها عبر سلسلة التوريد بأكملها.
■  سلسلة الكتل من منظور الاقتصاد الإسلامي: لقد كانت الجهود الرئيسية في الاقتصاد الإسلامي حتى الآن هي خلق أشكال جديدة من أدوات الامتثال لأحكام الشريعة من أجل تفعيل قيم وأخلاقيات الشريعة في النظام الاقتصادي التقليدي الحالي والمنتجات المصرفية.
في حين أن هذا أمر حاسم للحفاظ على الاقتصاد العالمي كما هو عليه اليوم، فإن الاقتصاد الإسلامي بحاجة إلى تطوير استراتيجيات جديدة للتعامل مع الاقتصاد التالي، والذي يبدأ برؤية واضحة وقابلة للتنفيذ لاقتصاد عالمي جديد. وستكون الرؤية الجديدة لاقتصاد عالمي جديد مدفوعة من قبل أولئك الذين يتبنون الابتكار الذي سيبني المستقبل.
ومع ذلك، فمن الضروري النظر في لبنة البناء الرئيسية لتمكين الثقة في المعاملات المالية غير الشخصية في مجتمع عولمة للغاية. هذا الابتكار الذي يطلق عليه «سلسلة الكتل» سيلعب دورا حاسما في تعزيز القطاعات المالية الإسلامية في جميع قطاعاتها والتي تشمل البنوك والتأمين وسوق رأس المال، الخ.

## هذا الابتكار يتوافق مع القواعد والمبادئ الشرعية
يتيح سلسلة الكتل للأشخاص الذين ليس لديهم ثقة معينة في بعضهم البعض التعاون دون الحاجة إلى الذهاب من خلال سلطة مركزية محايدة. ببساطة، إنها آلية لخلق الثقة. في إطار النظام الأم المفتوح هذا، يوفر سلسلة الكتل مستوى ثقة متأصل للمستخدم، مما يلغي الحاجة إلى الوسيط ويخفف من مخاطر الخطأ البشري.
في التعامل مع سلسلة الكتل فإن سجل المعاملات الذي يمكن الوصول إليه بشكل عام يضمن حماية البيانات من العبث والمراجعة، ومن المستحيل عمليا على الأفراد تعديل أو استبدال أجزاء سلسلة الكتل سرا.
الحاجة للشفافية هي، قبل كل شيء، اعتبارًا شرعيًا مهمًا في صفقة سلسلة الكتل أي شكل من أشكال الإخفاء أو الاحتيال أو محاولة التحريف ينتهك مبادئ العدل والإنصاف في الشريعة.
تحتوي النسخة الكاملة من سلسلة الكتل على كل معاملة تم تنفيذها على الإطلاق، مما يجعل المعلومات المتعلقة بالقيمة التي تخص كل عنوان (حساب) نشط يمكن الوصول إليه في أي نقطة في التاريخ. تحتوي كل كتلة على رقم مرجعي طويل أو تجزئة للكتلة السابقة ، مما يؤدي إلى إنشاء سلسلة كتل من كتلة التكوين إلى الكتلة الحالية. الفقرات أدناه تشرح مفهوم سلسلة الكتل وكيف يتم تسجيل المعاملات على سلسلة الكتل.

## كيف تحل  سلسلة الكتل المشكلة؟
سلسلة الكتل هي عبارة عن نظام لا مركزي لقواعد البيانات لتتبع المعاملات المالية بكافة أشكالها.
■ نظام جمع البيانات IOT
وتتمثل القيمة الأساسية لنظام إنترنت الأشياء في جمع البيانات وتحميلها تلقائيًا بواسطة أجهزة إنترنت الأشياء إلى منصة سلسلة الكتل دون أي تدخل يدوي. وبالتالي فإنه يحمي تفرد البيانات ومصداقيتها.
■ توافق نظام معالجة البيانات وتخزينها
يمكن لنظام سلسلة الكتل   تحقيق التخزين السري للبيانات التي يتم جمعها بواسطة أجهزة إنترنت الأشياء. سيتم تخزين البيانات التوافقية في سلسلة الكتل ، في حين سيتم تخزين بيانات الصور وبيانات المنتج في نظام التخزين الموزع لنظام الملفات InterPlanetary (IPFS) من خلال اعتماد تقنية شجرة Merkle .
■ فرع منصة نظام جمع البيانات إنترنت الأشياء
■ العلامات ، تحديد تردد الراديو (RFID)، نظام جمع بيانات Nea-Field Communication (NFC) وأنظمة المستشعر. السمة الرئيسية لـ سلسلة الكتل هي دعمها الشامل لجميع أجهزة اقتناء البيانات RFID و NFC في الصناعة. توفر هذه الميزة القدرة على وضع علامة على الأشياء الفعلية ومراقبتها ونقل البيانات المرتبطة بها. إنه يسمح بتعقب البضائع عبر سلسلة التوريد ويضمن سلامة كاملة للقراءات.

## نظام اكتشاف البيانات
من أجل تنفيذ اللوائح والمواصفات ذات الصلة التي تتطلبها الهيئات التنظيمية ، يتم اختيار أنظمة الكشف المحددة ونشرها من قبل سلسلة الكتل  في مراحل مختلفة لتقديم التقييم الأكثر فعالية وفعالية في كل مرحلة.

## نقل البيانات
عندما يتم نقل المعلومات من جهاز إلى شبكة  سلسلة الكتل ، فإنها تشمل:
● معرّفات العلامات والموقع الجغرافي والوقت والتتبع وأجهزة الاستشعار ومعرّفات العبّارة.
● الشهادات الرقمية ومعرفات المعاملات.
●آلية عمل تعقب المنتجات القائمة على أساس سلسلة الكتل

## الحصول على البيانات
·       يتم تحميل البيانات التي يتم جمعها بواسطة جهاز إنترنت الأشياء إلى النظام الأساسي لـ  سلسلة الكتل  من خلال بوابة حافة واجهة برمجة التطبيقات
·       تتحقق منصة سلسلة الكتلة من مصدر البيانات الذي يتم إرساله بواسطة بوابة الحافة لضمان تحميل البيانات عبر عقدة معتمدة
■ يقوم نظام سلسلة الكتل  بالتخزين المصنف للبيانات الموثوقة ، وتنبيه جميع العقد في النظام.
■ دور المستخدمين النهائيين APP يقتصر على التحقق من صحة السلسلة.
■ يقوم المنظمون بإجراء التدقيق على جميع المنتجات في منصة  IslamicChain
■ بروتوكول سلسلة الكتل
تتألف بنية النظام في Islamic سلسلة الكتل من مجموعة متنوعة من الكومتالات الأساسية وتقنيات إنترنت الأشياء حيث تكون كل تقنية محددة جزءاً لا يتجزأ من النظام البيئي بأكمله. العناصر الرئيسية للهندسة هي كما يلي:
■ أجهزة اقتناء البيانات الخاصة بإنترنت الأشياء

## خصائص العقد الذكي
● الأصالة:
يصادق سلسلة الكتل على الأجهزة باستخدام تشفير المفتاح العام والخاص. كل جهاز على الشبكة يوقع نقل البيانات بمفتاح فريد خاص به لإثبات هويته كجهاز معتمد. يتم التحقق من التوقيعات من الأجهزة مقابل قائمة الأجهزة المصرح بها ، وهي عبارة عن تخطيط للمفاتيح العامة للأجهزة المتاحة للجمهور في عقد ذكي.
عندما يرسل جهاز مرخص رسالة إلى سلسلة الكتل ، تتم مقارنة مفتاحه العام بقائمة المصادقة للتحقق. بمجرد التحقق ، يتم قبول الرسالة وتسجيلها على سلسلة الكتل إذا قام جهاز غير مصرح به بإرسال عملية ، فسوف يفشل التحقق من التوقيع وسيتم رفض العملية. وهذا من شأنه ضمان دقة البيانات على   سلسلة الكتل
● الإفصاح والشفافية
البيانات الموجودة على  سلسلة الكتل التي تم تحميلها من قبل جهاز تقنيات عمليات الإنترنت متاحة للجمهور.
● مقاومة للتلاعب
لا يمكن تعديل أو حذف البيانات الموجودة على  سلسلة الكتل التي تم تحميلها بواسطة جهاز IoT من قبل أي طرف.

## اتساع مساحة القدرة التخزينية لنظام الكتل
تعكس قدرة مساحة الكتلة سعتها التخزينية لحزمة البيانات، مثل الصور ومقاطع الفيديو والمعلومات المختلفة وما إلى ذلك. وبالتالي ، على المدى الطويل ، ستحتاج سلسلة الكتل إلى التعامل مع تيرابايت من البيانات يوميًا ، مما قد يؤدي إلى حدوث انحشار في المعاملات.
ولتحقيق هذه السعة الشبكية ، خلقت سلسلة الكتل سلسلة متكاملة فائقة السرعة ونظام تخزين موزع على نظام IPFS ، مما يسمح بتخزين البيانات المشفرة المتفق عليها في سلسلة الكتل بينما يتم تخزين بيانات قياس إنترنت الأشياء في IPFS .
يضمن تخزين جذر الشجرة Merkle على سلسلة الكتل عدم تعديل البيانات بمجرد كتابتها في كتلة. كما تحافظ سلسلة الكتل على التاريخ الكامل لجميع البيانات لضمان عدم فقد أي بيانات أو تغييرها خلال تحديثات شجرة ميركل.

## تنفيذ العقود الذكية
على غرار شهادة الجودة ISO9001 ، لن يتم السماح لأي عملة أو منتج آخر على سلسلة الكتل بالتداول إلا إذا كانت جودة المنتجات داخل Islamic سلسلة الكتل تفي بمعايير التنفيذ. وستفتح منصة سلسلة الكتل الوصول إلى المختصين للمراجعة والإشراف.

## عملات تعتمد على سلسلة الكتل
يعتمد النموذج الاقتصادي للسلسلة الإسلامية على بروتوكول السلسلة المتسلسلة و سلسلة الكتل وبناء عليه سيتم إصدار  أية عملات تلتزم بالمعايير تحت  نظام سلسلة الكتل لتكون بمثابة رمز مميز.
وسوف يتم الاستفادة من التشغيل المتداخل عن طريق جانبين:
أولا:  كمنصات تعاقدية ذكية وعامة للغاية ، فإن كل سلسلة الكتل  لديها قدرة مرنة وقوية للتعبير.
ثانياً: يوفر الكتل الائتمانية لمجموعة الشركات الإسلامية نفسها ويعتمد كذلك على آليات إدارة الهوية والتحكم في الوصول. لذلك ، يمكن أن تعتمد عمليات السلسلة المتقاطعة على العديد من الممولين الموثوقين مثلما تفعل المعاملات.
على جانب آخر ، سيتم تسجيل كتلة سلسلة الكتل في حاجة إلى سلسلة التشغيل المتداخل عبر عقد الذكية. حيث يتم تسجيل المعلومات الأساسية وسياسة التصديق على الترحيل الحالي ، ويجب أيضًا أن يؤدي تطبيق شروط العقد إلى استيفاء مجموعة التواقيع المحددة .

## التطبيقات
كثيرة هي التطبيقات التي تستخدم نظام سلسلة الكتل أي السلسلة المرتبطة أو دفتر الاستاذ أو سلسلة الكتل لكن الاستخدام هو بالطريقة التقليدية.
تكنولوجيا سلسلة الكتلة لديها قدرة كبيرة على تحويل نماذج التشغيل التجارية على المدى الطويل. سلسلة الكتلة تكنولوجيا دفتر الأستاذ الموزعة هي أكثر من التكنولوجيا الأساسية -مع إمكانية إنشاء أسس جديدة للنظم الاقتصادية والاجتماعية العالمية- من التكنولوجيا التخريبية، والتي عادة ما «تهاجم نموذج الأعمال التقليدية مع حل أقل تكلفة وتجاوز الشركات القائمة بسرعة». على الرغم من ذلك، هناك عدد قليل من المنتجات التشغيلية التي تنصح باستخدام مفهوم سلسلة الكتلة أو دفتر الاستاذ أي مفهوم السلسلة الترابطية والمكشوفة للجميع. بحلول أواخر عام 2016 استخدام سلسلة الكتلة يعد بتحقيق كفاءة كبيرة لسلاسل التوريد العالمية، والمعاملات المالية، ودفاتر الأصول، والشبكات الاجتماعية اللامركزية.
واعتبارا من عام 2016، لا يزال بعض المراقبين متشككين. ويعتقد ستيف ويلسون، من شركة كونستلاتيون ريزارتش، أن التكنولوجيا قد تضررت مع مطالبات غير واقعية. للتخفيف من المخاطر، تحجم الشركات عن وضع سلسلة الكتلة في صلب هيكل الأعمال.
- تكنولوجيا سلسلة الكتلة يمكن دمجها في مجالات متعددة. وهذا يعني تطبيقات سلسلة الكتلة محددة قد تكون ابتكارا التخريبية، لأن حلول أقل تكلفة بكثير يمكن أن تكون مثبتة، والتي يمكن أن تعطل نماذج الأعمال القائمة. بروتوكولات سلسلة الكتلة تسهل الشركات على استخدام أساليب جديدة لمعالجة المعاملات الرقمية. وتشمل الأمثلة نظام الدفع والعملة الرقمية، وتيسير الحشود الجماهيرية، أو تنفيذ أسواق التنبؤ وأدوات الإدارة العامة.

يمكن اعتبار سلسلة الكتلة كما دفتر الأستاذ موثق تلقائيا. فهي تخفف من الحاجة لمقدم خدمات الثقة، ومن المتوقع أن يؤدي ذلك إلى انخفاض رأس المال المربوط في النزاعات. سلسلة الكتلة لديها القدرة على الحد من المخاطر النظامية والاحتيال المالي. إنها أتمتة العمليات التي كانت سابقا تستغرق وقتا طويلا ويتم يدويا، مثل دمج الأعمال التجارية. من الناحية النظرية، سيكون من الممكن جمع الضرائب، وإجراء النقل، وتوفير إدارة المخاطر مع سلسلة الكتلة.
- تتوفر لأساليب توزيع جديدة التأمين صناعة مثل الند للند التأمين، التأمين حدودي والتأمين الأصغر في أعقاب اعتماد سلسلة الكتلة. البنوك مهتمة بهذه التكنولوجيا لأن لديها القدرة على تسريع أنظمة المكاتب الخلفية.
- الاقتصاد التشاركي وتقنيات عمليات يتم تعيين أيضا للاستفادة من سلسلة الكتلة لأنها تنطوي على الكثير من أقرانه المتعاونة.

## روابط خارجية
- الموقع الرسمي